# Campionato mondiale di street hockey
Il Campionato mondiale di street hockey della ISBHF si svolge sin dal 1996. Le nazionali che hanno vinto più mondiali sono il Canada e la Slovacchia con 5 vittorie ciascuna.

## Albo d'oro maschile
| Anno | Ospitante  | Oro        | Argento     | Bronzo     |
| ---- | ---------- | ---------- | ----------- | ---------- |
| 1996 | Bratislava | Canada     | Rep. Ceca   | Slovacchia |
| 1998 | Litoměřice | Rep. Ceca  | Slovacchia  | Canada     |
| 1999 | Bratislava | Slovacchia | Canada      | Rep. Ceca  |
| 2001 | Toronto    | Canada     | Rep. Ceca   | Slovacchia |
| 2003 | Sierre     | Canada     | Rep. Ceca   | Slovacchia |
| 2005 | Pittsburgh | Canada     | Slovacchia  | Italia     |
| 2007 | Ratingen   | Canada     | Rep. Ceca   | Slovacchia |
| 2009 | Plzeň      | Rep. Ceca  | India       | Slovacchia |
| 2011 | Bratislava | Rep. Ceca  | Canada      | Slovacchia |
| 2013 | Canada     | Slovacchia | Rep. Ceca   | Canada     |
| 2015 | Zugo       | Slovacchia | Stati Uniti | Rep. Ceca  |

| Sequenza | Paese       | O | A | B |
| -------- | ----------- | - | - | - |
| 1        | Canada      | 5 | 2 | 2 |
| 2        | Rep. Ceca   | 3 | 5 | 2 |
| 3        | Slovacchia  | 3 | 2 | 6 |
| 4        | India       | 0 | 1 | 0 |
| 4        | Stati Uniti | 0 | 1 | 0 |
| 5        | Italia      | 0 | 0 | 1 |

### Capocannonieri delle singole edizioni
| Edizione | Capocannoniere    | Nazionale   |
| -------- | ----------------- | ----------- |
| 1996     | George Gortsos    | Canada      |
| 1998     | Petr Kaňkovský    | Rep. Ceca   |
| 1999     | Peter Tóth        | Slovacchia  |
| 2001     | Róbert Kašša      | Slovacchia  |
| 2003     | Benoit Gilbert    | Canada      |
| 2005     | Antonio Monteiro  | Portogallo  |
| 2007     | Matthew Tremblett | Canada      |
| 2009     | Denny Schlegel    | Stati Uniti |
| 2011     | Denny Schlegel    | Stati Uniti |
| 2013     | Marek Slovák      | Slovacchia  |
| 2013     | Denny Schlegel    | Stati Uniti |

## Albo d'oro femminile
| Anno | Ospitante  | Oro        | Argento    | Bronzo     |
| ---- | ---------- | ---------- | ---------- | ---------- |
| 2007 | Ratingen   | Canada     | Slovacchia | Rep. Ceca  |
| 2009 | Plzeň      | Canada     | Slovacchia | Rep. Ceca  |
| 2011 | Bratislava | Slovacchia | Canada     | Rep. Ceca  |
| 2013 | Canada     | Canada     | Slovacchia | Rep. Ceca  |
| 2015 | Zugo       | Canada     | Rep. Ceca  | Slovacchia |

| Sequenza | Paese      | O | A | B |
| -------- | ---------- | - | - | - |
| 1        | Canada     | 4 | 1 | 0 |
| 2        | Slovacchia | 1 | 3 | 1 |
| 3        | Rep. Ceca  | 0 | 1 | 4 |